# Outremer

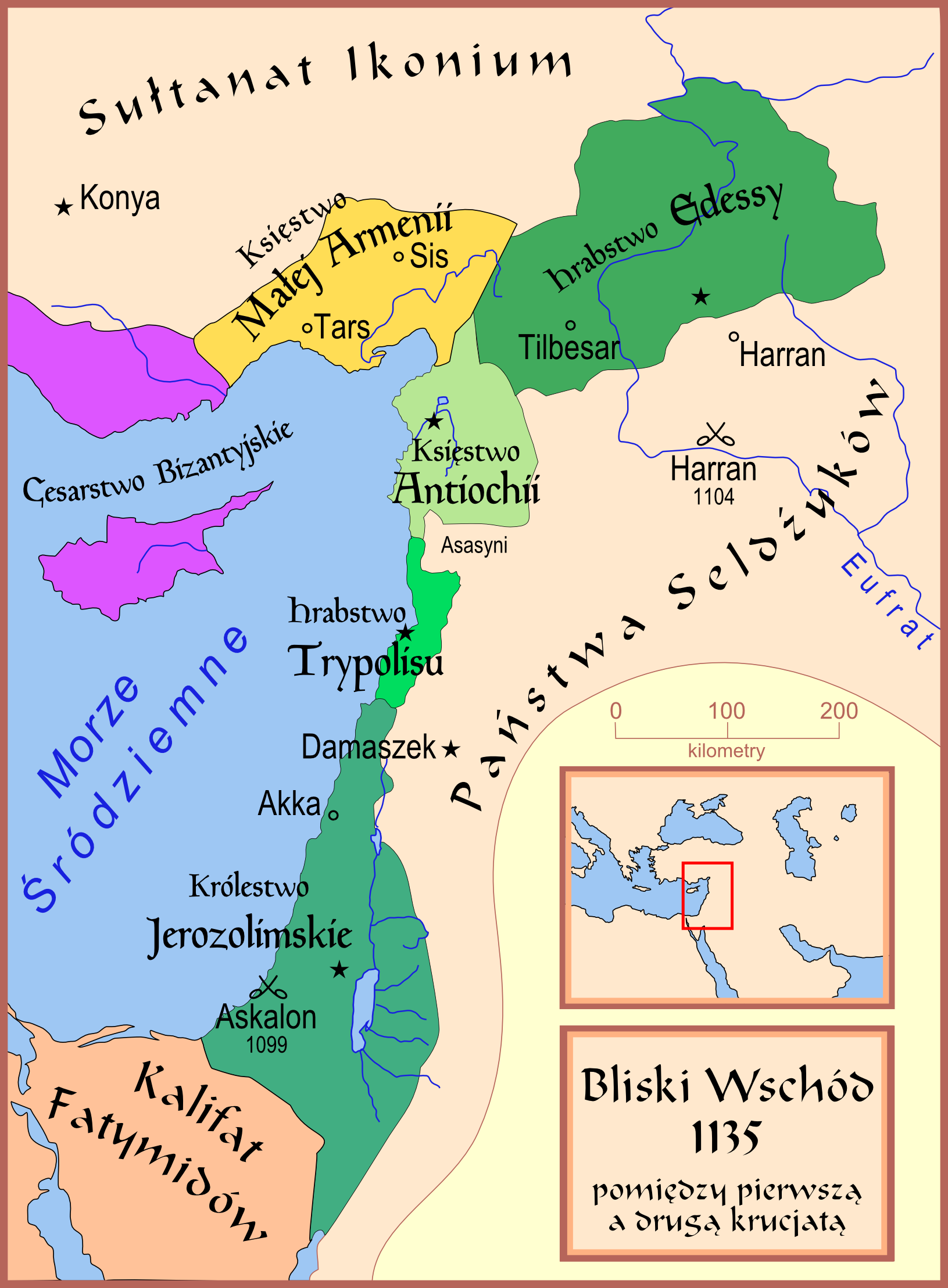
Bliski Wschód ok. 1135 roku

Outremer (z francuskiego outre-mer – dosłownie „Zamorze”) – określenie używane w średniowieczu na oznaczenie terenów zajętych przez krzyżowców w wyniku I wyprawy krzyżowej. Był to pas nadbrzeżny od Małej Armenii na północy do Gazy na południu. Składał się z czterech państw: Hrabstwa Edessy, Księstwa Antiochii, Hrabstwa Trypolisu i Królestwa Jerozolimskiego.